# Acroceras
Acroceras  Stapf é um género botânico pertencente à família Poaceae, subfamília Panicoideae, tribo Paniceae.
O gênero é composto por aproximadamente 30 espécies, encontradas na África, Ásia, América do Norte e América do Sul.

## Sinônimos
- Commelinidium Stapf
- Neohusnotia A.Camus

## Principais espécies
- Acroceras amplectens Stapf
- Acroceras macrum Stapf
- Acroceras zizanioides (Kunth) Dandy
- «PPP-Index Lista de espécies»